# جنگ‌های انگلستان و فرانسه
جنگ‌های انگلیس و فرانسه مجموعه‌ای از درگیری‌ها بین انگلستان (و پس از سال ۱۷۰۷، بریتانیا) و فرانسه بود، از جمله:

## قرون وسطی

### ابتدای قرون وسطی
- جنگ انگلیس و فرانسه (۱۱۰۹–۱۱۱۳) - اولین درگیری بین دودمان کاپتی و دودمان نورماندی پس از فتح انگلستان توسط نورمن‌ها.
- جنگ انگلیس و فرانسه (۱۱۱۶–۱۱۱۹) - درگیری بر سر نورماندی.
- جنگ انگلیس و فرانسه (۱۱۲۳–۱۱۳۵) - درگیری که در جنگ جانشینی انگلستان ادغام شد.
- جنگ انگلیس و فرانسه (۱۱۵۸–۱۱۸۹) - اولین درگیری بین دودمان کاپتی و دودمان پلانتاژنه.
- جنگ انگلیس و فرانسه (۱۱۹۳–۱۱۹۹) - درگیری بین ریچارد شیردل و فیلیپ دوم آگوستوس.
- جنگ انگلیس و فرانسه (۱۲۰۲–۱۲۰۴) - در پی تهاجم فرانسه به نورماندی.
- جنگ انگلیس و فرانسه (۱۲۱۳–۱۲۱۴) - درگیری بین فیلیپ آگوستوس، شاه فرانسه‌ و جان، پادشاه انگلستان.
  - نبرد بووین.
- جنگ انگلیس و فرانسه (۱۲۱۵–۱۲۱۷) - مداخله فرانسه در اولین نبرد بارون‌ها.
- جنگ انگلیس و فرانسه (۱۲۲۴) - معروف به جنگ پوآتیه.
- جنگ انگلیس و فرانسه (۱۲۴۲–۱۲۴۳) - مشهور به نبرد سنتونژه.
  - نبرد تیلبورگ به عنوان بخشی از نبرد سنتونژه.

### اواخر قرون وسطی
- جنگ انگلیس و فرانسه (۱۲۹۴-۱۳۰۳) - معروف به نبرد گوین.
- جنگ انگلیس و فرانسه (۱۳۲۴) - معروف به جنگ سن ساردوس.
- جنگ انگلیس و فرانسه (۱۳۳۷–۱۴۵۳) - جنگ صد ساله و درگیری‌های پیرامونی آن که اغلب به سه دسته تقسیم می‌شوند:
  - جنگ ادواردی (۱۳۳۷–۱۳۶۰).
  - جنگ شارلی (۱۳۶۹–۱۳۸۹).
  - جنگ لنکستر (۱۴۱۵–۱۴۵۳).
- جنگ انگلیس و فرانسه (۱۴۹۶–۱۴۹۸) - بخشی از جنگ ایتالیا ۱۴۹۴–۱۴۹۸.

## دوره مدرن

### دهه ۱۵۰۰ و ۱۶۰۰
- جنگ انگلیس و فرانسه (۱۵۱۲–۱۵۱۴) - بخشی از جنگ اتحاد کمبره.
- جنگ انگلیس و فرانسه (۱۵۲۲–۱۵۲۶) - بخشی از جنگ ایتالیا ۱۵۲۱–۱۵۲۶.
- جنگ انگلیس و فرانسه (۱۵۴۲–۱۵۴۶) - بخشی از جنگ ایتالیا ۱۵۴۲–۱۵۴۶.
- جنگ انگلیس و فرانسه (۱۵۵۷–۱۵۵۹) - بخشی از جنگ ایتالیا ۱۵۵۷–۱۵۵۹.
- جنگ انگلیس و فرانسه (۱۵۶۲–۱۵۶۳) - مداخله انگلیس در اولین دوره جنگ‌های مذهبی فرانسه.
- جنگ انگلیس و فرانسه (۱۶۲۷–۱۶۲۹) - مداخله انگلیس در طول شورش‌های اوگنوها.
- جنگ انگلیس و فرانسه (۱۶۶۶–۱۶۶۷) - جزئی از جنگ دوم انگلیس و هلند.
- جنگ انگلیس و فرانسه (۱۶۸۹–۱۶۹۷) - بخشی از جنگ نه ساله و درگیری‌های پیرامونی آن.

### ۱۷۰۰ میلادی
- جنگ بریتانیا و فرانسه (۱۷۰۲–۱۷۱۳) - بخشی از جنگ جانشینی اسپانیا و درگیری‌های پیرامونی آن.
- جنگ بریتانیا و فرانسه (۱۷۴۴–۱۷۴۸) - بخشی از جنگ جانشینی اتریش و درگیری‌های پیرامونی آن.
- جنگ بریتانیا و فرانسه (۱۷۴۶–۱۷۶۳) - همچنین به عنوان جنگ‌های کارناتیک شناخته می‌شود.
- جنگ بریتانیا و فرانسه (۱۷۵۶–۱۷۶۳) - بخشی از جنگ هفت ساله و درگیری‌های پیرامونی آن.
- جنگ بریتانیا و فرانسه (۱۷۷۸–۱۷۸۳) - بخشی از جنگ انقلاب آمریکا و درگیری‌های پیرامونی آن‌
- جنگ بریتانیا و فرانسه (۱۷۹۳–۱۸۰۲) - بخشی از جنگ‌های انقلاب فرانسه و درگیری‌های پیرامونی آنها.

### پس از ۱۸۰۲
- جنگ امپراتوری بریتانیا و امپراتوری فرانسه (۱۸۰۳–۱۸۱۵) - بخشی از جنگ‌های ناپلئونی و درگیری‌های پیرامونی آنها.
- جنگ بریتانیا و فرانسه – بخشی از جنگ جهانی دوم؛ توجه داشته باشید که بریتانیا در کنار فرانسه آزاد علیه فرانسه ویشی جنگید.